# Ringgold (Louisiane)
Ringgold est une ville de la paroisse de Bienville, dans l'État de Louisiane, aux États-Unis,. En 2020, elle compte une population de 1 379 habitants.

## Démographie
Lors du recensement de 2010, la ville comptait une population de 1 495 habitants, tandis qu'en 2020, elle s'élève à 1 379 habitants.